# Jacek Bednarz
Jacek Piotr Bednarz (ur. 5 czerwca 1967 w Mysłowicach) – polski piłkarz, w latach 1983–2002 występujący na pozycji obrońcy oraz pomocnika. Z wykształcenia prawnik.

## Kariera klubowa
W I lidze zadebiutował 18 lipca 1990 roku w meczu Ruch Chorzów – Igloopol Dębica. Bednarz w Ruchu grał przez cztery sezony, a następnie trafił do Legii Warszawa, gdzie spędził sześć lat. Ostatnim klubem w jego karierze była Pogoń Szczecin, w której po sezonie 2001/2002 zakończył karierę zawodniczą. Ostatni mecz w karierze rozegrał 24 kwietnia 2002 roku (Polonia Warszawa – Pogoń 5:0).
W I lidze wystąpił w sumie w 317 meczach i zdobył 22 bramki.

## Po zakończeniu kariery piłkarskiej
W latach 2003-2004 dyrektor MOSiR Nowy Dwór Mazowiecki .W maju 2004 roku został rzecznikiem prasowym Legii Warszawa. Funkcję tę sprawował do 1 grudnia kiedy objął w tym klubie posadę dyrektora sportowego. W Legii pracował do września 2005 roku, kiedy to jego obowiązki przejął nowy trener warszawskiej drużyny Dariusz Wdowczyk. Od 1 czerwca 2007 roku do 1 września 2009 roku był dyrektorem sportowym Wisły Kraków. 12 marca 2012 roku powrócił do Wisły na stanowisko wiceprezesa zarządu klubu do spraw sportowych. 5 lutego po rezygnacji dotychczasowego prezesa Wisły Rada Nadzorcza powierzyła mu funkcję pełniącego obowiązki prezesa klubu. Od 8 kwietnia 2013 roku do 25 sierpnia 2014 był prezesem Zarządu Wisły, przez ponad rok był to zarząd jednoosobowy. 25 sierpnia 2014 roku Jacek Bednarz po przegranym konflikcie z kibicami Wisły Kraków został odwołany ze stanowiska przez Radę Nadzorczą Wisły Kraków. W latach 2014-2016 Prokurent Zarządu Klubu Ruch Chorzów. W latach 2016-2017 członek Zarządu Spółki Akcyjnej Ekstraklasa SA. 
Od 23 października 2017 do 30 maja 2018 był dyrektorem sportowym Piasta Gliwice. W latach 2018-2019 Prezes sportowej firmy consultingowej. Od marca do lipca 2020 roku Bednarz pełnił funkcję prezesa III-ligowej Elany Toruń. Ekspert telewizji Canal+ w latach 2002-2004, telewizji TVN sport w latach 2005-2007. Licencjonowany FIFA agent piłkarski, Trener PZPN 2 stopnia. Od 2020 roku prawnik w spółkach prywatnych. 

## Życie prywatne
Absolwent I Liceum Ogólnokształcącego im. Juliusza Słowackiego w Chorzowie. Z wykształcenia jest prawnikiem, ukończył studia na Wydziale Prawa i Administracji Uniwersytetu Śląskiego w Katowicach. Później ukończył aplikację sędziowską. Był ekspertem w magazynach piłkarskich stacji Canal+ oraz Magazynie Orange Ekstraklasa na antenie TVN.

## Reprezentacja Polski
| l.p. | Data                 | Miejsce    | Przeciwnik | Rezultat | Rozgrywki       | Grał   | Uwagi |
| ---- | -------------------- | ---------- | ---------- | -------- | --------------- | ------ | ----- |
| 1.   | 31 marca 1993        | Brzeszcze  | Litwa      | 1:1      | towarzyski      | od 46' |       |
| 2.   | 6 września 1995      | Zabrze     | Rumunia    | 0:0      | elim. Euro 1996 | do 63' |       |
| 3.   | 11 października 1995 | Bratysława | Słowacja   | 1:4      | elim. Euro 1996 | od 60' |       |
| 4.   | 27 marca 1996        | Łódź       | Słowenia   | 0:0      | towarzyski      | 90'    |       |
| 5.   | 1 maja 1996          | Mielec     | Białoruś   | 1:1      | towarzyski      | od 68' |       |

## Osiągnięcia

### Klubowe
Legia Warszawa
- Ekstraklasa: 1994-95
- Puchar Polski: 1994-95, 1996-97
- Superpuchar Polski: 1997